# بحيرة الغابات
بحيرة الغابات (بالإنكليزية: Lake of the Woods؛ بالفرنسية: Lac des Bois) بحيرة تحتل أجزاء من مقاطعتي أونتاريو ومانيتوبا الكنديتين وولاية مينيسوتا الأمريكية. وتفصل مساحة صغيرة من مينيسوتا عن بقية الولايات المتحدة. لا يمكن الوصول إلى الزاوية الشمالية الغربية وبلدة أنغل تاونشب من بقية ولاية مينيسوتا إلا من خلال عبور البحيرة أو عبر المرور بكندا. الزاوية الشمالية الغربية هي أقصى جزء شمالي من الولايات المتحدة متجاورة. «نقطة أقصى الشمال الغربي» فيها بمثابة علامة بارزة في إشكالية المعاهدات التي تحدد الحدود الدولية.
يبلغ طولها سبعين ميلاً(حوالي 112 كيلومتراً ونصف الكيلومتر) ويبلغ أقصى عرضها ستين ميلاً(حوالي 96 كيلومتراً ونصف الكيلومتر). مساحتها 1,584 ميلاً مربعاً (حوالي 3,846 كيلومتراً مربعاً).